# Antonio Gemmi
Antonio Gemmi (Piacenza, 1795 – Piacenza, 1854) è stato un pittore italiano.

## Biografia
Studiò all'Istituto Gazzola, ma rimase sempre a Piacenza, non approfondendo la conoscenza dell'arte in centri artisticamente più evoluti. Fu tuttavia buon ritrattista, come attestano i ritratti del conte Anguissola d'Altoè, del filosofo Alfonso Testa, dell'abate Giuseppe Taverna, di Giuseppe Gazzola, o di Luigi Ghizzoni, conservato nei Musei civici di Piacenza.  
Insegnante all'Istituto Gazzola, operò anche nell'ambito di soggetti religiosi, come la Santa Lucia e la Santa Apollonia nella chiesa di San Francesco, la Madonna dell'Orto in San Vincenzo, o il San Ludovico di Francia, donato da Maria Luisa nel 1836 alla chiesa di S. Antonino in Borgo Val di Taro.